# Bayne n.º 371
Bayne n.º 371 es un municipio rural canadiense situado en la provincia de Saskatchewan.

## Superficie
Bayne n.º 371 tiene una superficie de 788,95 km².

## Demografía
En 2021, tenía 461 habitantes, una densidad poblacional de 0,6 hab./km², y 202 viviendas.